# Ergasilus mugilis
Ergasilus mugilis is een eenoogkreeftjessoort uit de familie van de Ergasilidae. De wetenschappelijke naam van de soort is voor het eerst geldig gepubliceerd in 1877 door Vogt.